# Parametopella cypris
Parametopella cypris är en kräftdjursart som först beskrevs av Edward Morell Holmes 1903.  Parametopella cypris ingår i släktet Parametopella och familjen Stenothoidae. Inga underarter finns listade i Catalogue of Life.